# Enpass
Enpass是一款跨平臺離線密碼管理器，可將密碼和其他憑據安全地存儲在使用主密碼鎖定的虛擬保管庫中。
該應用程式不會將使用者數據存儲在其伺服器上，而是存儲在用户的本地設備上，並進行加密。用戶也可以選擇使用自己喜歡的雲存儲服務（如Google Drive，Box，Dropbox，OneDrive，iCloud和WebDAV）在不同設備之間同步其數據。
移動版本僅限於免費存儲25個密碼，桌面版本是無限的。但使用網站漏洞的安全警報,識別支持2FA的帳戶，電子郵件和論壇支援等功能需付费获得。
2017年11月，Enpass停止在黑莓平臺上發佈更新，2018年12月，隨著v6版本的推出，該公司放棄了對Windows 10 Mobile的支援。

## 評價
在2016年, Windows Central评价Enpsss是“windows 10 moblie最好的软件”,，一些技术出版物比如Computerworld, CNET, Macworld, iMore, Android Police, Android Central,和Android Authority也把Enpass列入其最佳密碼管理器清單。